# Bazylika na Świętej Górze

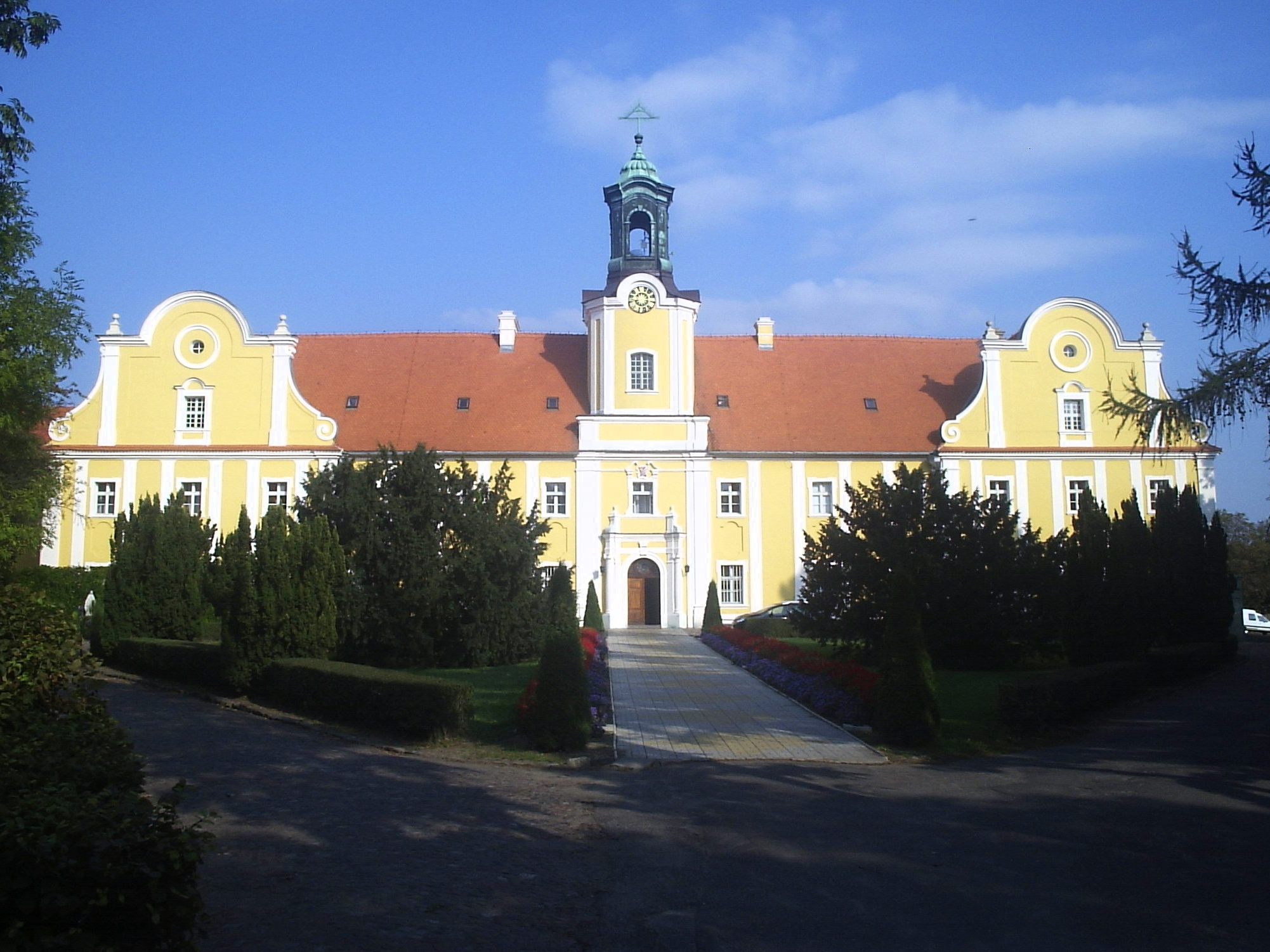
Zabudowania klasztorne

Klasztor filipinów na Świętej Górze – zespół klasztorny filipinów wraz z barokowym kościołem pw. Niepokalanego Poczęcia NMP i św. Filipa Neri zbudowany na wzór weneckiej bazyliki Santa Maria della Salute w Głogówku koło Gostynia.
Bazylika jest zlokalizowana na wzniesieniu morenowym, nazwanym Świętą Górą, otaczającym od północnego wschodu miasto Gostyń. Wbrew częstemu przekonaniu kościół wraz zabudowaniami klasztornymi nie jest położony na terenie samego miasta Gostynia, lecz osady Głogówko w gminie Piaski, ok. 1,5 km na wschód od centrum Gostynia. W 2008 uznany za pomnik historii.

## Historia
Święta Góra, na której obecnie znajduje się bazylika, była przedmiotem kultu religijnego już w średniowieczu, być może pod wpływem benedyktynów z klasztoru z pobliskiego Lubinia. W XV w. zbudowano tu drewnianą kaplicę, w której znajdowały się otoczone kultem rzeźby Piety i Krucyfiksu. Spośród wielu przypadków uzdrowień, które uchodziły za cudowne, szczególnie głośne było uzdrowienie z paraliżu niejakiego Krzyżanowskiego w 1495 r.
Wszystko to sprawiło, że biskup poznański Jan Lubrański dekretem z 1512 r. zezwolił na dalsze szerzenie kultu maryjnego i budowę kościoła. Pierwszy kościół był drewniany o konstrukcji szachulcowej. W 1540 r. anonimowy malarz z Wielkopolski namalował do niego obraz Matki Bożej z Dzieciątkiem, który szybko zdobył sławę cudownego i stał się celem licznych pielgrzymek. W 1668 r. Adam Konarzewski sprowadził na Świętą Górę filipinów z Kongregacji Oratorium św. Filipa Neri, w których posiadaniu Święta Góra jest do dzisiaj.
Obecny kościół powstał w latach 1675–1698. Miał on być wotum ufundowanym przez Adama Konarzewskiego w podziękowaniu za cudowne uzdrowienie w dzieciństwie. Adam Konarzewski wkrótce jednak zmarł, a budowa była kontynuowana przez wdowę po nim Zofię z Opalińskich. Swój obecny kształt kościół zawdzięcza jej podróży do Włoch, podczas której zobaczyła ona kościół Santa Maria della Salute w Wenecji. Będąc pod wrażeniem piękna tej świątyni, Zofia Konarzewska postanowiła zbudować jej replikę pod Gostyniem, według projektu włoskiego architekta Baltazara Longheny, który był też twórcą kościoła w Wenecji. Budowę według nowych planów rozpoczęto w 1677 r. Pracami kierowali architekci włoscy Jerzy Catenazzi i Jan Catenazzi. Kościół konsekrowano w 1698 r., prace budowlane były jednak kontynuowane przez wnuczkę Zofii Konarzewskiej, Weronikę z Konarzewskich Mycielską, na której zlecenie w latach 1726–1728 Pompeo Ferrari przy współpracy Jana Adama Stiera dobudował kopułę z latarnią. Wnętrze kopuły pokryte jest polichromią Georga Wilhelma Neunhertza z 1746 roku. Również według projektu Ferrariego zbudowano w latach 1732–1748 budynki klasztorne. Prace wykończeniowe trwały do 1780 r.
Podczas budowy na Świętej Górze ciągle rozwijał się kult maryjny. W 1726 r. specjalna komisja biskupia wydała dekret, w którym uznała obraz za cudowny. W 1726 r. w Poznaniu wydano też opis cudów mających tu miejsce, pod tytułem Zebranie Cudów: Przy obrazie Nayswietszej Bogarodzice Panny przed Gostyniem doznanych…
W czasie wojny siedmioletniej pod Gostyniem Rosjanie i Prusacy w 1761 r. stoczyli bitwę, podczas której kościół i klasztor nie zostały jednak zniszczone (pamiątką bitwy jest kula armatnia wmurowana nad lewym bocznym wejściem). Święta Góra jest też związana z epoką wojen napoleońskich. W 1806 r. przebywał tu Hieronim Bonaparte (brat Napoleona), a według pewnych źródeł istniały też plany porwania Napoleona podczas jego pobytu w Poznaniu i podstawienie w jego miejsce jako sobowtóra ks. Stefana Błażewskiego z klasztoru filipinów. Waldemar Łysiak rozwinął tę hipotezę w swojej sensacyjnej powieści historycznej Szachista.
W 1876 r. zgromadzenie filipinów, jak wiele innych w zaborze pruskim, zostało rozwiązane na skutek kulturkampfu i klasztor został przejęty przez diecezję. Zakonnicy mogli wrócić na Świętą Górę dopiero w 1919 r. 24 czerwca 1928 roku na mocy dekretu papieża Piusa XI,  obraz Matki Bożej został koronowany przez kardynała Augusta Hlonda.
W 1971 r. kościół jako Sanktuarium Świętogórskiej Róży Duchownej został podniesiony przez papieża Pawła VI do godności bazyliki mniejszej. Obecnie kościół ten jest największym sanktuarium maryjnym archidiecezji poznańskiej

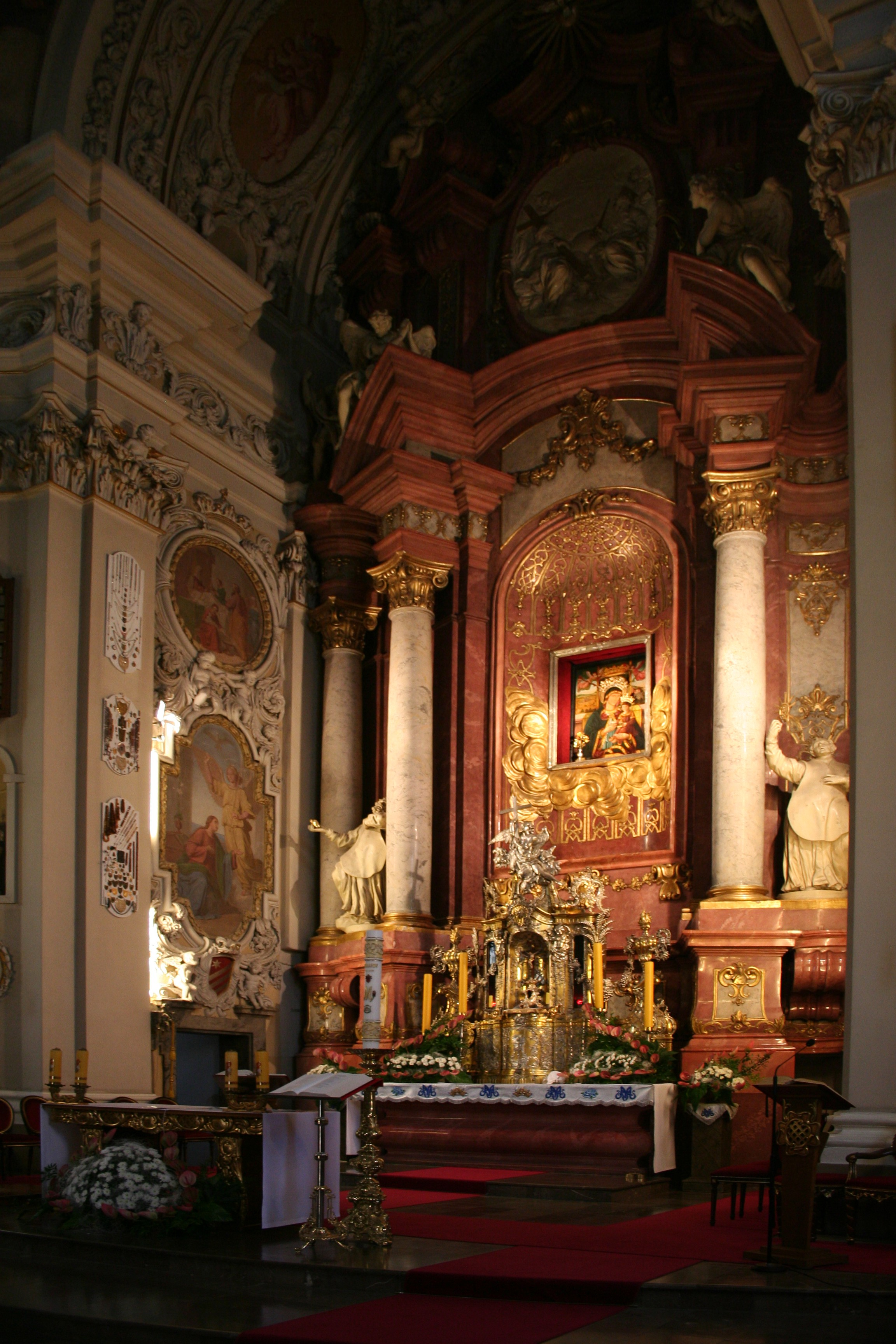
Ołtarz główny z obrazem Matki Bożej

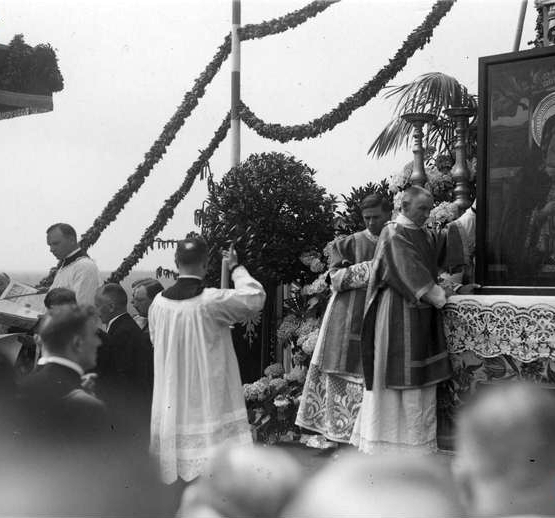
Obraz Matki Bożej z kościoła OO. Oratorianów przed koronacją.
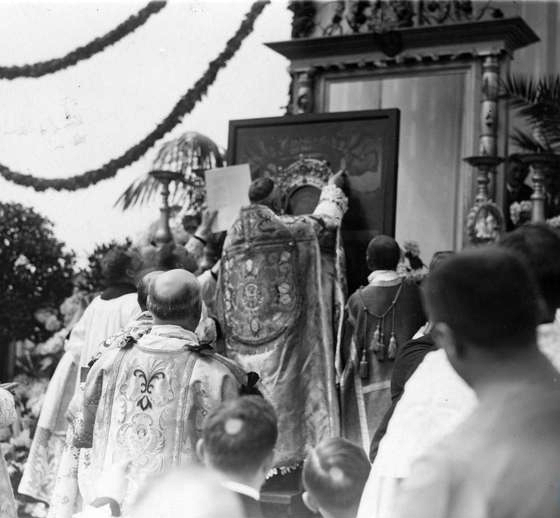
Koronacja obrazu.
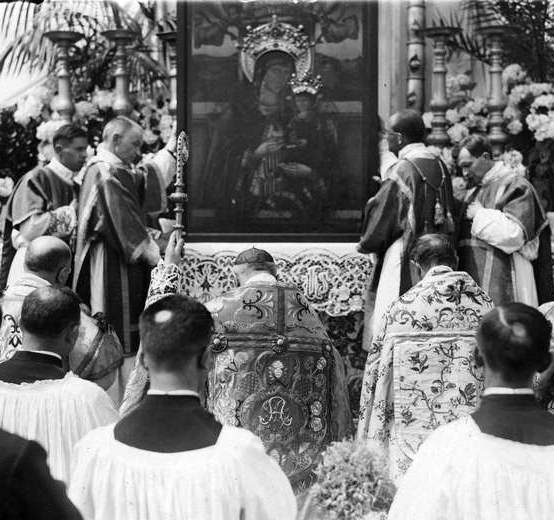
Obraz Matki Bożej po koronacji.

## Architektura i wnętrze kościoła

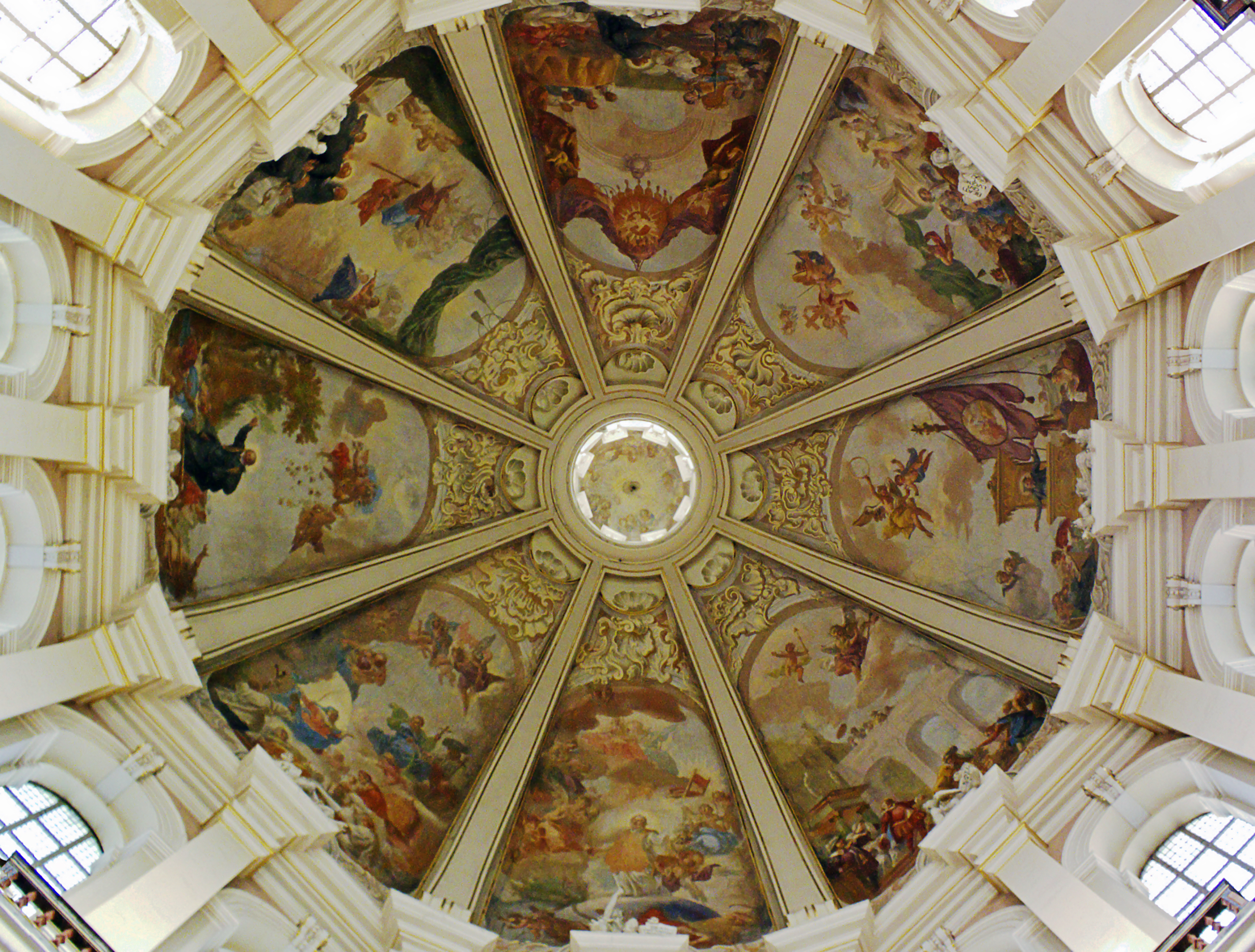
Freski na sklepieniu bazyliki w Głogówku

Bazylika świętogórska jest budowlą na planie okrągłym, z dominującą nad nią kopułą (największą w Polsce – 17 m średnicy, 50 m wysokości), zwieńczoną latarnią (10 m wysokości) i kulą z krzyżem. Wewnątrz znajduje się jedna ośmioboczna nawa środkowa z obejściem z kaplicami. Na kopule przykrywającej nawę polichromia Jerzego Wilhelma Neunhertza ze scenami z życia św. Filipa Neri, założyciela Kongregacji Oratorium. Na chórze muzycznym organy z lat 1766–1768. Na lewo od prezbiterium ambona z 1756 r., wsparta na postaci Murzyna. W prezbiterium ołtarz główny z lat 1723–1726 – dzieło Ignacego Provisore i Jana Siegwitza z Wrocławia. W ołtarzu cudowny obraz Matki Bożej z Dzieciątkiem – Świętogórskiej Róży Duchownej z 1540 r. Nawa główna jest otoczona nawą boczną z sześcioma kaplicami. W podziemiach świątyni znajdują się trumny fundatorów i zmarłych członków Kongregacji, w tym sługi bożego ks. Wawrzyńca Kuśniaka (1788–1866).
Obok kościoła znajdują się zabudowania klasztorne z wirydarzem. W klasztorze są też organizowane rekolekcje dla różnych grup zawodowych.

## Stowarzyszenie Miłośników Muzyki Świętogórskiej
Przy bazylice i klasztorze działa też Stowarzyszenie Miłośników Muzyki Świętogórskiej im. Józefa Zeidlera. Bodźcem do powstania stowarzyszenia było odkrycie rękopisów kilku kompozytorów działających w XVIII i XIX na Świętej Górze. Dyrektorem Stowarzyszenia jest ks. Jakub Przybylski. Od 2006 r. corocznie na przełomie września i października Stowarzyszenie organizuje Festiwal Muzyki Oratoryjnej „Musica Sacromontana”, na którym obok utworów znanych kompozytorów muzyki sakralnej i świeckiej okresów baroku, klasycyzmu i innych epok są prezentowane dzieła kompozytorów związanych ze Świętą Górą, jak Józefa Zeidlera, Maksymiliana Koperskiego.